# تپه شاه بلاغی ۲
تپه شاه بلاغی ۲ مربوط به هزاره اول قبل از میلاد - دوره اشکانیان - دوره ساسانیان است و در شهرستان میانه، بخش کاغذکنان، دهستان کاغذکنان شمالی، ۹۰۰م شرق روستای احمدآباد خانلیق واقع شده و این اثر در تاریخ ۲۷ اسفند ۱۳۸۷ با شمارهٔ ثبت ۲۶۳۸۸ به‌عنوان یکی از آثار ملی ایران به ثبت رسیده است.